# Narbonne Volley 2011-2012
Questa voce raccoglie le informazioni riguardanti il Narbonne Volley nelle competizioni ufficiali della stagione 2011-2012.

## Organigramma societario
Area direttiva
- Presidente: Jérémie Ribourel

Area tecnica
- Allenatore: Jean-Marc Biasio, Tristan Martin

## Rosa
| N° | Nome             | Ruolo | Data di nascita  | Nazionalità sportiva |
| -- | ---------------- | ----- | ---------------- | -------------------- |
| 1  | Jaime Viafara    | C     | 18 marzo 1981    | Colombia             |
| 2  | Rogerio Brizola  | C     | 10 novembre 1979 | Brasile              |
| 3  | Marc Schalk      | S     | 3 dicembre 1973  | Francia              |
| 4  | Axel Ruiz        | S     | 25 aprile 1991   | Francia              |
| 5  | Carlos Moreno    | P     | 1º gennaio 1980  | Brasile              |
| 7  | Pierre Vivier    | S/O   | 1º maggio 1992   | Francia              |
| 8  | Gary Chauvin     | P     | 29 dicembre 1987 | Francia              |
| 10 | Andrej Patúc     | S     | 30 dicembre 1984 | Slovacchia           |
| 12 | Francky Martin   | S     | 18 marzo 1992    | Francia              |
| 12 | Tomasz Józefacki | S/O   | 5 maggio 1980    | Polonia              |
| 14 | Marcilio Braga   | S/O   | 27 aprile 1981   | Brasile              |
| 15 | Renaud Herpe     | S     | 21 luglio 1985   | Francia              |
| 16 | Julián García    | C     | 8 novembre 1980  | Spagna               |
| 18 | William Bersani  | L     | 2 luglio 1984    | Brasile              |
| 20 | Thanasīs Psarras | P     | 1º giugno 1973   | Grecia               |